# Río Cardener
El Cardener es un río del noreste de la península ibérica, afluente del Llobregat. Discurre por la comunidad autónoma española de Cataluña, por las comarcas de Solsonés y Bages, Barcelona.

## Curso

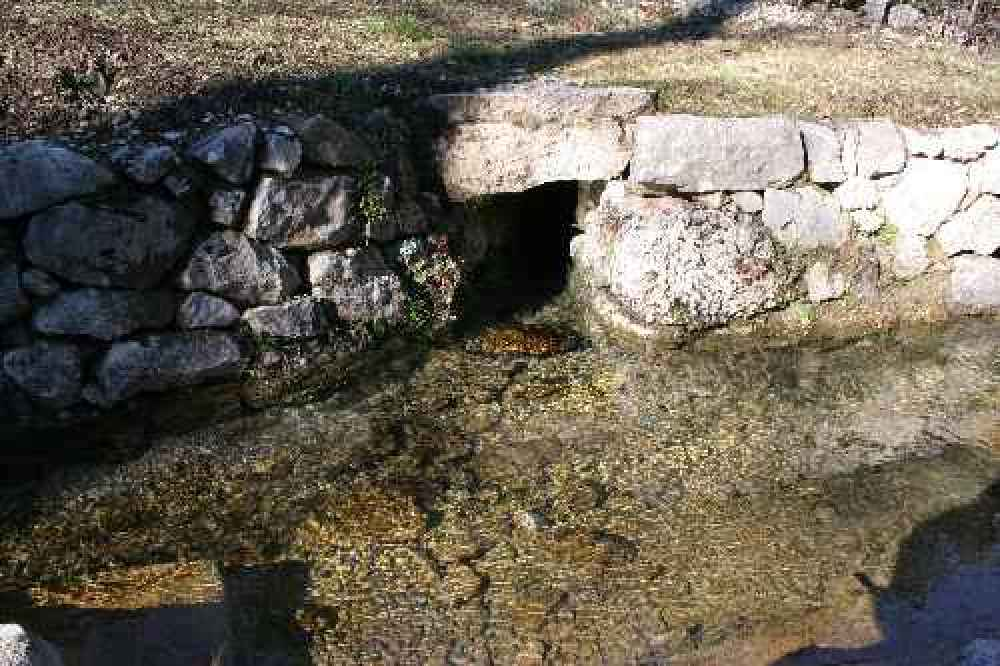
Una de las fuentes del Cardener

Tiene un caudal medio de 6,5 m³/s. Nace a una altitud de aproximadamente 1100 m, en las Fuentes del Cardener, situadas en un valle entre las sierras del Port del Comte (2332 m) y la del Verd (2271 m), en el término municipal de Coma y Pedra (Solsonés), y desemboca en el río Llobregat en el término de Castellgalí, tras 87 km de recorrido.
En su cauce se encuentran los embalses de La Llosa del Cavall y San Ponce, situados respectivamente en los términos de San Lorenzo de Morunys y Clariana de Cardener. Este último fue proyectado en 1921. En ambos pueden practicarse deportes acuáticos.
A lo largo de su curso atraviesa los términos municipales y poblaciones de San Lorenzo de Morunys, Solsona, Olius, Clariana de Cardener, Cardona, Suria, Callús, Sant Joan de Vilatorrada, Manresa y Castellgalí.
Aparece descrito en el quinto volumen del Diccionario geográfico-estadístico-histórico de España y sus posesiones de Ultramar de Pascual Madoz con las siguientes palabras:

CARDENER: r. en la prov. de Lérida, part. jud. de Solsona, térm. del l. de Coma: tiene origen de una fuente abundante que nace en el espresado térm. y á la corta dist. de 1 leg., lleva ya bastante agua para dar impulso á 6 ó 7 ruedas de molino. Tiene su curso de S. á N., y en su tránsito de 12 leg., fertiliza muchas tierras que se hallan á su der. é izq.; por este lado se encuentran los pueblos de Castelló, Besora, Naués, Suria, Fuencadella y Manresa, y por aquel San Llorens, Guixes, Torrens, Olius, Joval, y Clariana, penetrando ya en el part. de Berga, prov. de Barcelona, y de este al de Manresa, pasando antes por las jurisd. de Cardona y San Juan de Vilatorrada para reunirse un poco mas abajo al Llobregat debajo de los muros de la c. de Manresa; en medio de cuya confluencia queda esta enclavada. En todo su curso se encuentran algunas palancas de madera para facilitar su paso de un lado á otro; 2 de estas estan apoyadas en las peñas que hay en ambos lados: tambien se halla un puente de piedra de 3 arcos, cuya antigüedad se ignora por la sensible perdida de los archivos de la c. de Solsona. Son varios los r. y arroyos que se le reunen antes de juntarse con el citado Llobregat; los principales por su der. son los llamados Riunegre ó r. Negro, Saló, Sentis, Rapadell y las aguas que se desprenden de varios montes, formando arroyos: por su izq. los denominados Aiguadora, Nauel, Ortons y Tordell con las aguas que tambien se le agregan de los montes que encuentra á su paso. Se crian en él escelentes truchas y esquisitas anguilas y barbos. La profundidad de su cauce en varios puntos de su tránsito, y su curso entre terreno montuoso y quebrado, hace que este r. reporte escasos beneficios á los pueblos por donde pasa.
(Madoz, 1846, pp. 553-554)

## Afluentes
| AFLUENTES EN EL SOLSONÈS                 |                               |                       |
| Por la derecha                           | Distancia desde el nacimiento | Por la izquierda      |
|                                          | 0,4 km                        | Rasa de Coll de Port  |
|                                          | 1,4 km                        | Torrente dels Horts   |
| Rasa del Cal Sant                        | 1,9 km                        |                       |
| Rasa del Voluntari                       | 2,2 km                        |                       |
|                                          | 3,1 km                        | río Mosoll            |
|                                          | 3,6 km                        | Riuet de la Pedra     |
| Torrente dels Plans                      | 5,8 km                        |                       |
|                                          | 6,3 km                        | Riera de Casabella    |
| Torrente de les Salines                  | 7,1 km                        |                       |
|                                          | 8,0 km                        | Aigua de Valls        |
| Rasa de les Valls                        | 8,2 km                        |                       |
|                                          | 9,2 km                        | Les Set Riberetes     |
| Riera de Sobirana                        | 9,4 km                        |                       |
|                                          | 10,9 km                       | Rasa de les Cases     |
| Rasa de Torroella                        | 11,5 km                       |                       |
| Rasa de Vilamala                         | 11,9 km                       |                       |
|                                          | 12,8 km                       | Rasa de Revell        |
| Rabeig del Cavall                        | 13,2 km                       |                       |
| Rasa de Capdevila                        | 13,6 km                       |                       |
|                                          | 14,3 km                       | Rasa de Sòria         |
| Rasa de Torrenteller                     | 15,1 km                       |                       |
| Rasa de la Salada Vella                  | 15,5 km                       |                       |
| Rasa de Puitdeponç                       | 17,4 km                       |                       |
| Rasa del Puit                            | 18,0 km                       |                       |
|                                          | 18,6 km                       | Rasa de Peà           |
| Rasa de Santandreu                       | 18,9 km                       |                       |
| Rasa de Vilanova                         | 20,1 km                       |                       |
| Rasa de Meix                             | 21,3 km                       |                       |
| Rasa de Sant Joan                        | 23,6 km                       |                       |
|                                          | 24,5 km                       | Rasa de Sociats       |
| Ribera del Llissó                        | 24,8 km                       |                       |
|                                          | 26,0 km                       | Torrente de l'Alguer  |
|                                          | 27,1 km                       | Rasa de Cal Cases     |
|                                          | 29,5 km                       | Torrente d'Albereda   |
| Rasa Perpètua                            | 29,8 km                       |                       |
| Rasa de Font Salada                      | 30,9 km                       |                       |
|                                          | 32,3 km                       | Rasa dels Ensorrats   |
| Rasa de Sant Miquel                      | 33,1 km                       |                       |
| Rasa de la Flauta                        | 33,2 km                       |                       |
|                                          | 33,3 km                       | Rasa de Garrigó       |
|                                          | 34,2 km                       | Rasa del Soler        |
| Río Negre                                | 36,1 km                       |                       |
| Rasa del Rèvol                           | 36,6 km                       |                       |
| AFLUENTES EN EL BAGES                    |                               |                       |
|                                          | 38,1 km                       | Torrente de Sant Grau |
|                                          | 39,7 km                       | Río Aigua de Ora      |
|                                          | 40,7 km                       | Torrente de Malamata  |
| Torrente de Coma                         | 40,9 km                       |                       |
| Torrente del Cadenes                     | 41,0 km                       |                       |
|                                          | 45,7 km                       | Riera de Navel        |
|                                          | 47,2 km                       | Riera de Valldeperes  |
| Torrente de Tresserres                   | 50,2 km                       |                       |
| Torrente de la Fàbrega                   | 54,7 km                       |                       |
| Torrente de Davins                       | 55,4 km                       |                       |
| Riera de Salo                            | 57,2 km                       |                       |
| Riera de Coaner                          | 59,3 km                       |                       |
|                                          | 62,2 km                       | Riera d'Hortons       |
|                                          | 65,0 km                       | Riera de Tordell      |
|                                          | 65,5 km                       | Riera de Camprubí     |
| Torrente de Cal Mateu                    | 66,7 km                       |                       |
|                                          | 67,4 km                       | Torrente de Boadella  |
| Torrente de Jaumandreu                   | 70,8 km                       |                       |
|                                          | 71,7 km                       | Riera de Bellver      |
| Rasa de Cal Marquès                      | 72,0 km                       |                       |
|                                          | 73,4 km                       | Riera de Joncadella   |
| Riera de Fals                            | 75,3 km                       |                       |
| Riera de Rajadell                        | 82,7 km                       |                       |
| Riera de Cornet                          | 86,3 km                       |                       |
| 88 km ⇒ Confluencia con el río Llobregat |                               |                       |